# Bergman 100 - La vita, i segreti, il genio
Bergman 100 - La vita, i segreti, il genio (Bergman - ett år, ett liv) è un documentario del 2018 diretto da Jane Magnusson.